# 72 mètres
Pour plus de détails, voir Fiche technique et Distribution.
72 mètres (72 метра) est un film russe réalisé par Vladimir Khotinenko, sorti en 2004,.

## Synopsis
Deux lieutants-commandants reveillent une ancienne mine de combat datant de la Seconde Guerre Mondiale durant des exercices de combat sur le sous-marin Salvyanka.

## Fiche technique
- Photographie : Ilia Diomin
- Musique : Ennio Morricone
- Décors : Konstantin Melnikov, Lioudmila Pletnikova, Sergeï Stroutchev
- Montage : монтаж